# Mel Purcell
Mel Purcell (* 18. Juli 1959 in Joplin, Missouri) ist ein ehemaliger US-amerikanischer Tennisspieler.

## Leben
Purcell studierte ein Jahr an der Memphis State University, bevor er an die University of Tennessee wechselte. Dort gewann er 1980 bei den NCAA-Meisterschaften an der Seite von Rodney Harmon den Doppeltitel. Im selben Jahr erreichte er das Finale von Indianapolis sowie das Halbfinale der Japan Open. 1981 war sein erfolgreichstes Jahr auf der ATP World Tour, er konnte drei Einzeltitel erringen. Zudem stand er erstmals in einem Doppelfinale. Im darauf folgenden Jahr gewann er die Doppeltitel von Delray Beach und München und stand im Einzelfinale der Turniere von Los Angeles und Boston. 1983 konnte er in Wien einen weiteren Doppeltitel gewinnen und stand im Einzelfinale von Wien sowie bei den Monte Carlo Masters.
1985 wurde er am rechten Ellenbogen operiert und musste daraufhin mehrere Monate aussetzen. Er spielte daraufhin auf der ATP Challenger Tour und erreichte das Finale von Raleigh. 1987 gewann er mit Tim Wilkison seinen vierten und letzten Doppeltitel. Seine höchste Notierung in der Tennis-Weltrangliste erreichte er 1980 mit Position 21 im Einzel sowie 1984 mit Position 47 im Doppel.
Im Einzel war sein bestes Resultat bei einem Grand-Slam-Turnier die Viertelfinalteilnahme Wimbledon 1983. In der Doppelkonkurrenz erreichte er 1981 das Viertelfinale der French Open, das Achtelfinale von Wimbledon sowie drei Mal das Achtelfinale der US Open.
In die Köpfe der deutschen Tennis-Fans kam Purcell durch seinen Sieg gegen Boris Becker am Hamburger Rothenbaum im September 1986.
Nach dem Ende seiner Profikarriere wurde er Cheftrainer der Murray State University.

## Turniersiege
| Legende                       |
| Grand Slam                    |
| Tennis Masters Cup            |
| ATP Masters Series            |
| ATP International Series Gold |
| ATP International Series (7)  |

### Einzel
| Nr. | Datum | Turnier  | Belag     | Finalgegner     | Ergebnis      |
| --- | ----- | -------- | --------- | --------------- | ------------- |
| 1.  | 1981  | Tampa    | Hartplatz | Jeff Borowiak   | 4:6, 6:4, 6:3 |
| 2.  | 1981  | Atlanta  | Hartplatz | Gilles Moretton | 6:4, 6:2      |
| 3.  | 1981  | Tel Aviv | Hartplatz | Per Hjertquist  | 6:1, 6:1      |

### Doppel
| Nr. | Datum | Turnier      | Belag   | Partner         | Finalgegner                           | Ergebnis |
| --- | ----- | ------------ | ------- | --------------- | ------------------------------------- | -------- |
| 1.  | 1982  | München      | Sand    | Chip Hooper     | Tian Viljoen Danie Visser             | 6:4, 7:6 |
| 2.  | 1982  | Delray Beach | Sand    | Eliot Teltscher | Tomáš Šmíd Balázs Taróczy             | 6:4, 7:6 |
| 3.  | 1983  | Wien         | Teppich | Stan Smith      | Marcos Hocevar Cássio Motta           | 6:3, 6:4 |
| 4.  | 1987  | Wien         | Teppich | Tim Wilkison    | Emilio Sánchez Vicario Javier Sánchez | 6:3, 6:3 |